# Smart City Coupe
Smart City Coupe— городской автомобиль компании Smart. Выпускался с октября 1998 г. по январь 2004 г. Оснащён трёхцилиндровым бензиновым двигателем рабочим объемом 599  см³ (33 кВт / 45 л. с. или 40 кВт / 55 л.с.) установленным поперечно в задней части. Производство началось с двух модификаций:
- Чистый (от англ. Pure — Чистый) оснащалась двигателем мощностью 33 кВт / 45 л. с.
- Импульс (от англ. Pulse — Импульс) оснащалась двигателем мощностью 40 кВт / 55 л. с.

В начале 1999 года появилась новая модификация:
- Страсть (от англ. Passion — Страсть) в дополнение к Pulse оснащалась кондиционером, противотуманными фарами, капсулой безопасности tridion серебристого цвета.

## Кузов

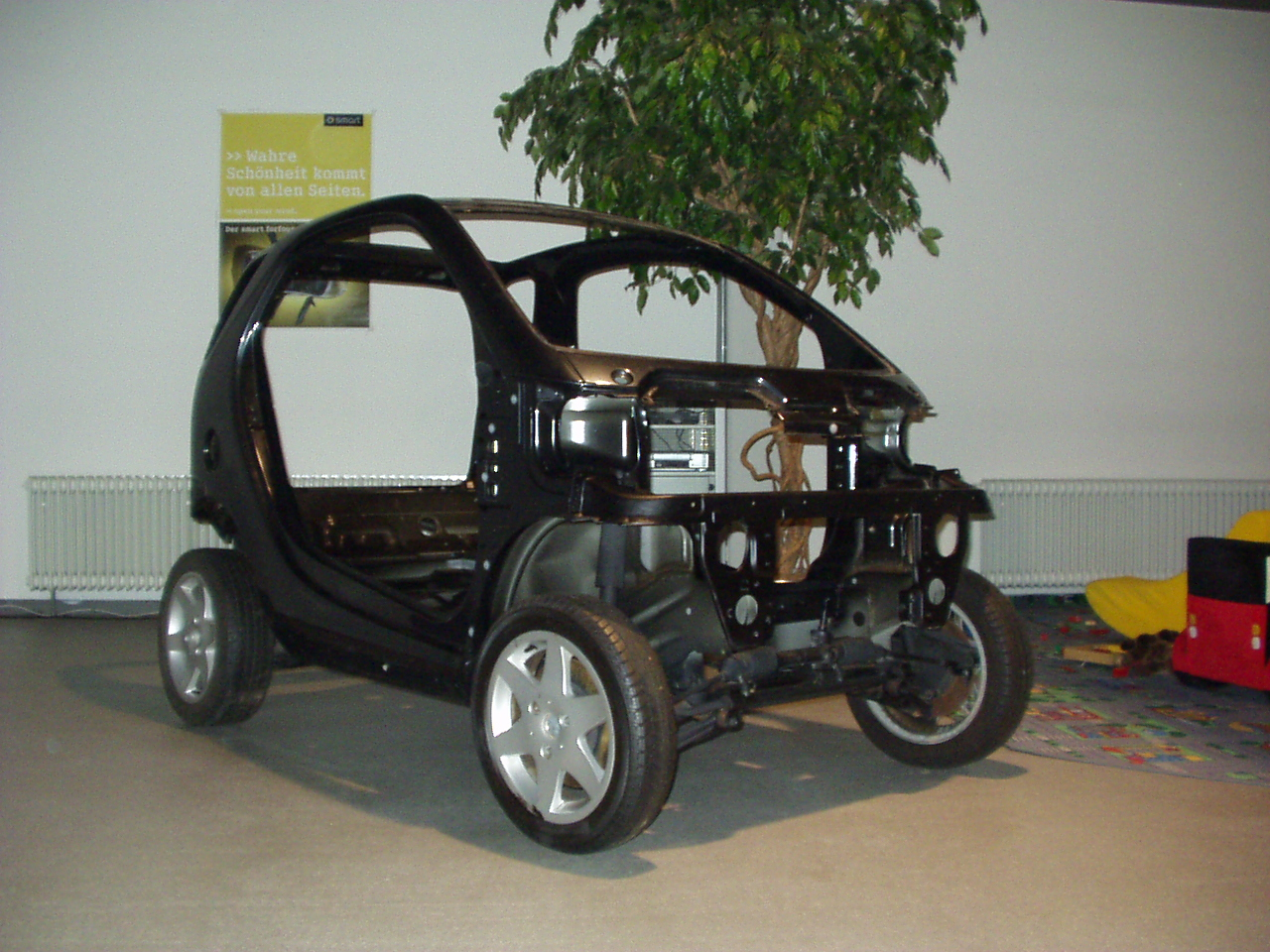
Кузов Smart

Стальной несущий каркас однообъёмной компоновки, представляющий собой жёсткую, высокопрочную капсулу безопасности tridion (черного либо серебристого цвета) поставлялся со сменными пластиковыми кузовными панелями нескольких цветов:
- jack black (Чёрный Джек)
- mad red (Безумный красный)
- hello yellow (Приветливый желтый)

В январе 1999 г. начался выпуск сменных панелей трех новых цветов:
- true blue metallic (Истинно синий металлик)
- aqua orange (Аква оранжевый)
- aqua green (Аква зеленый)

## Двигатель
Существовало несколько модификаций двигателя для Smart City Coupe. Базовым был 3-цилиндровый двигатель с рабочим объемом 599 см³. (45 л. с. 33 кВт). Также существовали более мощные модификации того же двигателя:
- (55 л. с. 41 кВт)
- (61 л. с. 45 кВт)
- (71 л. с. 52 кВт)

В конце 1999 г. Появился дизель с рабочим объемом 799 см³. Это был самый маленький в мире дизельный двигатель с системой Common-Rail дизель.
- (41 л. с. 30 кВт)

В 2002 г. Появились 3 двигателя с рабочим объемом 699 см³.
- (50 л. с. 37 кВт)
- (61 л. с. 45 кВт)
- (75 л. с. 55 кВт)

В 2003 г. двигатель с объемом 599 см³ сняли с производства.Все двигатели были оснащены впрыском топлива и турбонаддувом.

## Трансмиссия
6-ступенчатая роботизированная коробка передач Softouch с изменяемым передаточным отношением и электрическим сцеплением. Имела как полностью автоматический, так и «ручной» режим, при котором передачи переключаются перемещением рычага вперед-назад. Также в виде опции было доступно переключение передач с помощью подрулевых переключателей.

## Подвеска и тормоза
- Передняя подвеска состоит из:
  - Поперечной листовой рессоры
  - Треугольного поперечного рычага
  - Поперечного стабилизатора
- Задняя подвеска состоит из:
  - Шарнирных рычагов
  - Винтовых пружин
  - Поперечного стабилизатора
- Передние тормоза:
  - Дисковые
- Задние тормоза:
  - Барабанные
- Размер шин: 175/55R15

## Безопасность
Автомобиль Smart City Coupe разрабатывался по стандартам безопасности компании Mercedes-Benz и включает в свою конструкцию следующие элементы:
- две фронтальные подушки безопасности
- две боковые подушки безопасности (Опция)
- складывающаяся рулевая колонка
- технология сэндвич-платформы
- капсула безопасности tridion
- сидения с интегрированными ремнями безопасности
- система фиксации ремней безопасности
- устройства натяжения ремней безопасности с ограничением силы
- Система распределения тормозных усилий (EBD)

Топливный бак расположен под днищем автомобиля. Это гарантирует безопасность при ударе сзади. Также малая длина автомобиля гарантирует, что другой автомобиль, участвующий в столкновении, обязательно задевает одно из колес smart, при этом подвеска автомобиля поглощает энергию удара и распределяет её по днищу.

### Euro NCAP
| Euro NCAP                                        | Euro NCAP | Euro NCAP | Euro NCAP |
| ------------------------------------------------ | --------- | --------- | --------- |
| Рейтинги                                         | Пассажир  |           | 22        |
| Рейтинги                                         | Пешеход   |           | 14        |
| Протестированная модель: Smart City Coupe (2000) |           |           |           |

## Салон и оснащение
Салон Smart City Coupe 2-местный. Объем багажника — 150 литров, до крыши — 260 литров, а при сложенном пассажирском сиденье — 363 литра. Все Smart City Coupe изначально оснащены электростеклоподъёмниками, автомагнитолой, набором для ремонта проколов в шинах и центральным замком. Салон мог иметь отделку различных цветов и материалов.
С марта 1999 года в перечень стандартного оборудования добавлены:
- стеклянная крыша
- аудиоподготовка
- розетка на 12V
- крышка бензобака с замком
- дополнительный ключ с пультом центрального замка
- знак аварийной остановки

В качестве опций были доступны кондиционер, электрорегулировка зеркал, обогреватели наружных зеркал, противотуманные фары, кожаная отделка papaya (папайя), обогрев сидений, система навигации, CD-чейнджер, Футляр для кассет или CD-дисков, легкосплавные колёсные диски, навесной багажник для велосипеда или лыж и зимние цепи против скольжения.